# Prince Lestat
Prince Lestat (titre original : Prince Lestat) est un roman de fantastique écrit par Anne Rice, paru en 2014 puis traduit en français et publié en 2016.

## Résumé
Une voix mystérieuse et anonyme s'insinue dans l'esprit de certains puissants vampires, les poussant à détruire par le feu plusieurs jeunes vampires. En parallèle de ces destructions, Maharet et Mekare s'isolent en Amazonie en compagnie de Khayman tandis que Benji Mahmoud, un jeune vampire, appelle à travers une émission diffusée sur Internet à un rassemblement de la tribu des vampires afin de faire front face à cette nouvelle menace. Petit à petit, l'appel de Benji est entendu et les glorieux anciens se rassemblent tandis que la voix persuade Rhoshamandes de tenter de tuer Mekare...

## Éditions
- Prince Lestat, Orbit, 28 octobre 2014, 458 p.  (ISBN 978-0-307-96252-2)
- Prince Lestat, Michel Lafon, 13 octobre 2016, trad. Éric Betsch, 524 p.  (ISBN 978-2-7499-2437-3)
- Prince Lestat, J'ai lu, coll. « Fantastique » no 12005, 3 janvier 2018, trad. Éric Betsch, 700 p.  (ISBN 978-2-290-10548-1)